# Borodino

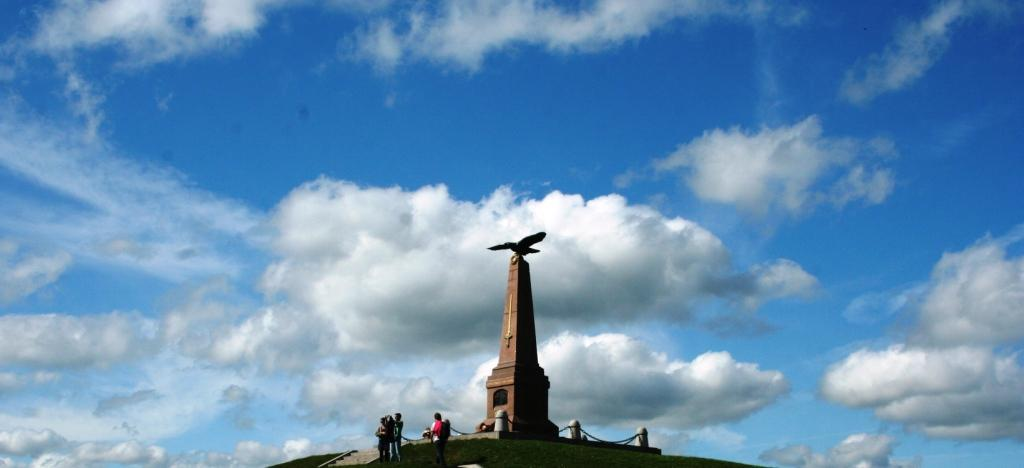
Obelisco de Kutuzov em Borodino

Borodino é uma vila da Rússia localizada no Oblast de Moscou, a 13 km de Mojaisk. A vila foi palco de duas batalhas importantes para a história russa. A primeira (Batalha de Borodino), em 1812, durante a Invasão Napoleônica à Rússia, simbolizou a derrota de Napoleão Bonaparte e foi amplamente descrita na obra Guerra e Paz, de Leon Tolstói. Já a segunda batalha (Batalha no Campo de Borodino) ocorreu durante a Segunda Guerra Mundial, nos anos de 1941 e 1942. Possui diversos monumentos em homenagem às batalhas que lá ocorreram. 